# Temnocyon
Temnocyon — вимерлий рід хижих ссавців з родини амфіціонових, ендемічний для Північної Америки. Він жив від олігоцену до раннього міоцену приблизно 30.8—20.4 млн років тому, проіснував приблизно 11 мільйонів років.
Перші скам’янілості зареєстровані в Північній Америці в Логан-Б'ютті в пластах Джона Дея в штаті Орегон, у формації Шарпс у районі Вундед-Ні, Південна Дакота, і у формації Герінг в Уайлдкет-Рідж, штат Небраска. Ці ранні темноціоніни досягли розміру койотів або невеликих вовків (15–30 кг) й ідентифікуються за унікальним спеціалізованим зубним рядом. Останні задокументовані випадки появи темноціонінів виявлені у відкладеннях на північному заході Небраски та південно-східному Вайомінгу.